# 정혜경 (1975년)
정혜경(鄭惠曔, 1975년 10월 19일~)은 대한민국의 정치인이며, 제22대 국회의원이다.

## 학력
- 유목국민학교 졸업
- 경원중학교 졸업
- 마산제일여자고등학교 졸업
- 경상국립대학교 법과대학 법학 학사
- 경북대학교 대학원 노어노문학 석사

## 경력
- 친환경무상급식운동본부 공동집행위원장
- 창원주민대회 공동조직위원장
- 진보당 가계부채119 창원의창센터장
- 진보당 일본방사성오염수해양투기저지 공동대책위원장
- 진보당 경상남도당 창원시 의창구 지역위원회 위원장
- 전국학교비정규직노동조합 경남지부 정치국장
- 2024년 4월 10일 대한민국 제22대 국회의원 선거 당선(비례대표, 더불어민주연합, 초선)
- 2024.05~ 진보당 원내대변인

### 의정 활동
- 2024년 5월 30일~: 제22대 국회의원(비례대표, 진보당, 초선)[A]
  - 2024년 6월~: 제22대 국회 전반기 환경노동위원회 위원

## 역대 선거 결과
|  | 2.37% |

|  | 0.84% |

|  | 26.69% |

## 소속 정당
| 소속 정당 | 소속 정당      | 소속 기간 | 비고           |
| --------- | -------------- | --------- | -------------- |
|           | 건설국민승리21 | 1997~1999 | 창당 정계 입문 |
|           | 무소속         | 1999~2000 | 정당 해산      |
|           | 민주노동당     | 2000~2011 | 창당           |
|           | 통합진보당     | 2011~2014 | 합당           |
|           | 무소속         | 2014~2016 | 정당 해산      |
|           | 민중의 꿈      | 2016~2017 | 창당준비위원회 |
|           | 민중당         | 2017~2020 | 합당           |
|           | 진보당         | 2020~2024 | 당명 변경      |
|           | 무소속         | 2024      | 탈당           |
|           | 더불어민주연합 | 2024      | 입당           |
|           | 무소속         | 2024      | 제명           |
|           | 진보당         | 2024~현재 | 복당           |

## 같이 보기
- 대한민국 제22대 국회의원 선거 더불어민주연합 후보 목록#비례대표